# Catálogo gallego de especies amenazadas

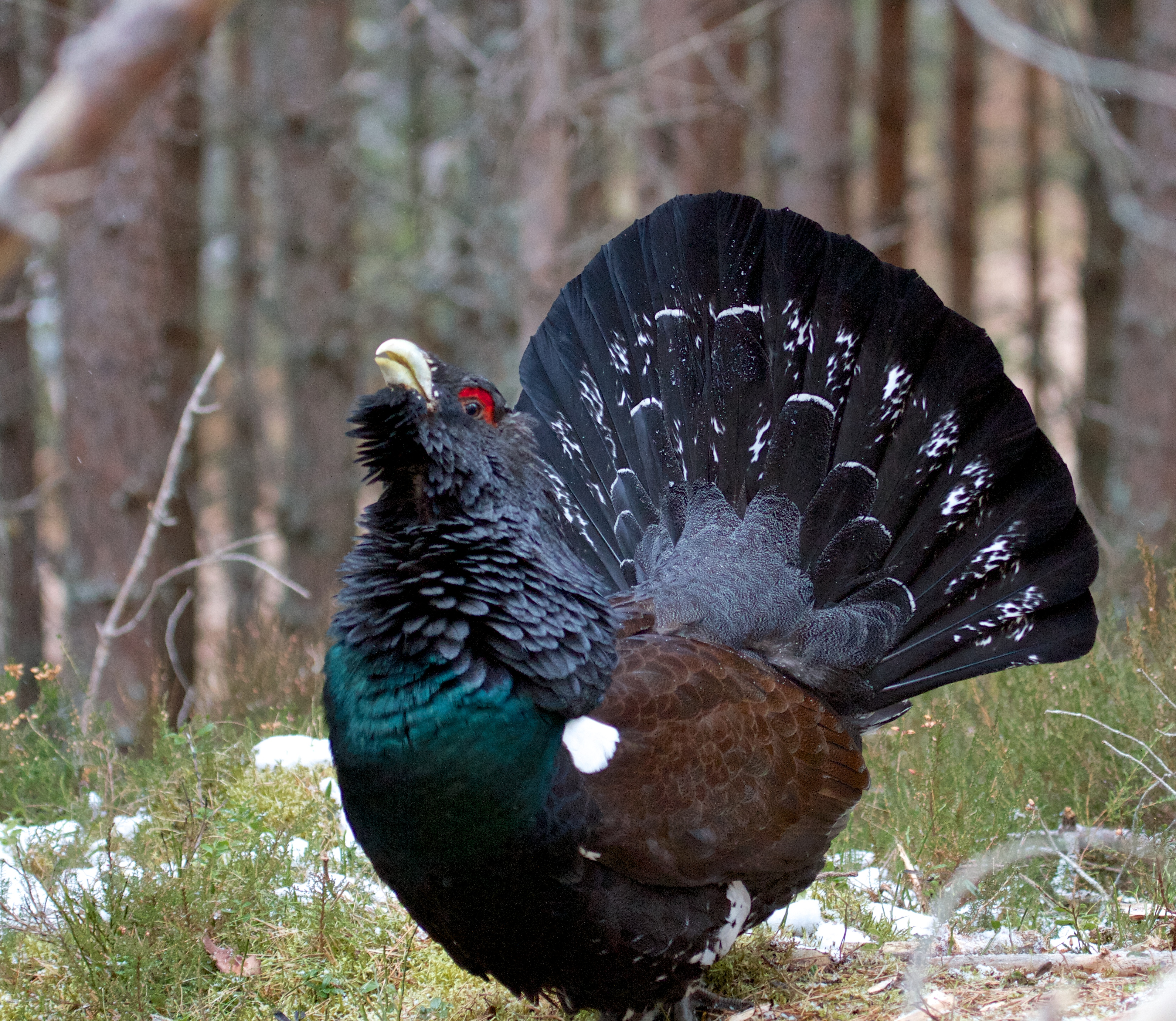
Macho de Tetrao urogallus cantabricus, subespecie que se dio por extinguida en Galicia en 2005, pero aún se ve esporádicamente por lo que está incluida en el CGEA.

El Catálogo gallego de especies amenazadas (en gallego Catálogo galego de especies ameazadas, CGEA) es un documento creado en 2007 por la Consejería de Medio Ambiente de la Junta de Galicia, de acuerdo con la normativa del Consejo de Europa y del Reino de España, para regular la protección de la flora y de la fauna gallegas, así como seus hábitats.
Inicialmente figuraban en ella 193 especies y subespecies, y en 2011 se añadieron siete más.
Entre ellas están, por ejemplo, el mejillón de río, el cangrejo de río, el urogallo (ya extinguido en Galicia), o el oso pardo, además de decenas de especies de algas, líquenes, helechos, musgos y plantas superiores, algunas de ellas endémicas.

## Justificación de la creación del CGEA
Según la Consejería de Medio Ambiente, el CGEA se diseñó sobre las bases de la interpretación de la Ley 4/1989, del 27 de marzo, dada poe la sentencia 892/1999, del 18 de mayo del Tribunal Supremo de España. Con respecto al Catálogo Nacional de Especies Amenazadas (CNEA) esta sentencia señaló que la categoría "De interés especial" agrupa un gran número de taxones que, sin encontrarse en una situación real de amenaza, merecen una atención particular, no siendo por lo tanto una categoría de amenaza como tal. En virtud de lo expuesto, ante la necesidad de definir adecuadamente la situación real de amenaza de algunas especies incluidas en el CGEA y adaptar las categorías de amenaza a la jurisprudencia do Tribunal Supremo, y dado que el CGEA se configura como un instrumento dinámico y revisable a tenor del conocimiento científico-técnico y de las estrategias globales en conservación, este decreto solamente regula las categorías de "En peligro de extinción" y "Vulnerable", quedando pendiente el desarrollo de las otras categorías de amenaza establecidas en la Ley 9/2001, del 21 de agosto.

## Estado actual
Solo 3 de las 200 especies amenazadas de Galicia cuentan con un plan de protección. Para proteger estas especies la normativa contempla el desarrollo de planes de conservación (para las que están en la categoría de vulnerables) o de recuperación (para las que están en peligro de extinción). Para hacer cumplir la normativa, por lo tanto, cada especie debería tener desenvuelto su propio plan de protección. Se contemplaba la posibilidad, con todo, de que algún grupo de taxones pudiera agruparse al amparo de un mismo plan integral, de coexistir en un mismo hábitat y requerir acciones análogas de protección. Pero casi 12 años después de la publicación del CGEP, el 98,5 % de las especies amenazadas en Galicia sigue sin plan de protección. El último publicado, en 2014, fue el del chorlitejo patinegro. Antes se habían aprobado el del escribano palustre y el del galápago europeo (en 2013). Respecto al oso pardo, el borrador de la revisión del plan, aprobado en 1992, figura en la web de la Consejería de Medio Ambiente con fecha de 2013, sin que se hayan producido más avances. Hace casi dos años el presidente de la Junta de Galicia anunció la creación del "Listado de especies silvestres en régimen de protección especial de Galicia", subrayando que el objetivo de la Xunta era conseguir hasta 2020 la aprobación de 45 planes de protección. Desde entonces, y aunque se están elaborando borradores de estos planes, ninguno de ellos ha visto la luz aún.